# 데이지 (식물)
데이지 (daisy, Bellis perennis)는 쌍떡잎식물 국화목 국화과의 여러해살이풀이다.

## 특징
유럽 서부지역이 원산으로 원종은 한국에 흔히 자생하는 민들레꽃과 비슷하게 생겼다. 잎은 긴 타원형으로 주걱처럼 생겼으며, 키가 작고 로젯트형으로 자란다. 현재 시판되고 있는 데이지는 샤스타 데이지, 달버그데이지, 글로리오사 데이지, 캐이프 데이지, 아프리칸 데이지, 잉글리쉬 데이지 등이 있으며, 보통 데이지라고 하면 잉글리쉬데이지를 말한다. 원산지에서는 여러해살이풀이지만 화훼적으로는 일년생으로 개량되어 나오고 있고 씨앗번식이 잘 되어 가을에 뿌리는 추파일년초로 재배한다. 속명 Bellis는 라틴어의 아름답다는 Bellus에서 유래 되었으며 원산지는 유럽 및 지중해 연안으로 10~15종이 있다. 한국의 봄을 장식하는 대표적인 초화류에 속한다.

## 생김새
뿌리는 수염뿌리로, 사방으로 퍼진다. 잎은 뿌리에서 나오고 달걀을 거꾸로 세운 듯한 주걱 모양이며 아래쪽이 밑으로 흘러 잎자루 윗부분의 날개로 된다. 잎의 가장자리가 밋밋하거나 약간 톱니가 있다. 꽃은 봄부터 가을까지 피며 흰색, 연한 홍색, 홍색 또는 홍자색이다. 뿌리에서 꽃자루가 나오는데 길이는 6-9cm이고, 끝에 1개의 두상화가 달리며 밤에는 오므라든다. 두상화는 설상화가 1줄인 것부터 전체가 설상화로 된 것 등 변종에 따라 다양하다. 화관의 지름은 2.5-5cm이고 키는 15cm 정도이다.

## 주요 품종
데이지는 주로 화단용이지만 일부는 분화로도 이용된다. 데이지의 계통과 품종은 다른 화단식물에 비해 다양성이 적다. 가정에서 소량으로 키울 때에는 초형이나 꽃색에 따라 기호에 맞게 선택하면 되지만 도로변이나 도심의 광장 등에 다량으로 심을 때에는 다화성이면서 꽃색별로 심을 수 있는 폼포네트, 카펫 및 얼리시리즈가 적합하다.
대형종
- 슈퍼시베리우스시리즈(Super Siberius Series) : 꽃폭 7∼8cm로, 진분홍(슈퍼시베리우스 크림슨) 및 백색품종(슈퍼시베리우스 화이트)이 있다.
- 슈퍼에드나(Super Edna) : 백색으로 개화가 빠르고 강건하다.

중형종
- 코로나시리즈(Corona Series) : 꽃폭 4cm 내외의 겹꽃으로 코로나스칼렛(진분홍), 코로나퓨어화이트(백색바탕에 중앙부 노란색) 등이 있다.
- 얼리시리즈(Early Series) : 극조생으로서 적색, 도색, 백색이 있으며 연내 출하할 경우에는 8월 중순에 파종한다.
- 마치플로라시리즈(Marchflora Series) : 일본의 사까다 종묘사에서 육성한 계통으로서 꽃폭은 4cm 정도이고 마치로즈(진한 도색), 마치화이트(백색)가 있다.
- 이외에 다화성으로 연내개화가 가능한 프리티시리즈, 꽃폭 4cm 정도의 다화성인 에드나시리즈, 꽃폭 3∼5cm로서 강건종인 멀티시리즈 등이 있다.

소형종
- 폼포네트시리즈(Pomponet Series) : 꽃폭이 3cm 내외로 작고 진분홍, 분홍 및 순백색의 완전겹꽃이며 한 포기에서 7∼8개의 화경이 나온다.
- 카펫시리즈(Carpet Series) : 꽃폭이 2∼3cm 정도이고 다화성이며 1월부터 개화되는 조생이다. 품종으로는 진분홍색 꽃의 카펫크림손(Crimson), 진분홍색의 카펫로즈가 있다.
- 치로리안 데이지 : 화경 5cm 정도의 조생으로 기존 품종에 비해 설상화가 가늘고 긴 특징을 가지고 있다. 품종은 적색의 하이지, 분홍색의 구라라, 연적색의 로베라, 백색의 요제후 등이 있다.[3]

## 재배
데이지는 품종에 따라 폰포네트나 에드나 등 중생계통은 10월에 파종하여 이듬해 3~5월에 개화하고 마루치나 얼리시리즈 등 조생계통은 11월에 파종한다. 출하시기를 앞당기려면 비배관리 및 야간온도를 2℃ 정도 높여줌으로써 어느 정도 조절이 가능하다.

## 파종
데이지 종자는 호광성이므로 씨앗뿌리기를 한 후 흙을 얇게 뿌리듯이 덮어주고 충분한 관수를 한다. 파종후 7일이면 발아하며 발아적온은 15∼20℃이다. 품종에 따라 차이는 있지만 보통 9월 말부터 10월 중순 사이에 파종상자 또는 플러그에 파종하며 파종상은 클로르피크린으로 소독하고 온도가 올라가지 않도록 차광한다. 파종용토는 밭흙과 피트모스를 1 : 1로 혼합하여 사용하거나 시판하는 조제상토를 이용한다. 그리고 햇빛을 충분해야 하고 건조하지 않아야 하는 것이 포인트이다.

### 육묘 및 관리
발아후 1개월정도 되면 9cm 비닐분에 가식하고 출하하기 전에 12cm분에 옮겨 심는다. 데이지는 생육 최적온도가 13∼15℃로서 겨울에는 야간온도만 10℃로 유지하면 낮에는 무가온으로 육묘할 수 있다. 관수는 오전에 하는 것이 좋으며 늦은 오후에 물을 주면 야간에 식물체가 얼어죽을 수도 있으므로 주의한다. 정식시 밑거름은 10a당 퇴비 4000kg, 깻묵 40㎏, 복합비료 40㎏ 정도를 넣고 생육상태를 보아가며 덧거름으로 물비료를 한 두차례 준다. 토양은 광선이 풍부하고 배수가 잘되며 쉽게 건조하지 않는 점질양토가 좋으며 pH는 5.5~6.5 정도를 유지하도록 한다. 자연기온이 25℃가 넘는 날이 많은 6월부터는 잎이 황화되고 시든 꽃이 많아지므로 다른 화종으로 대체해야 한다. 광선이 약하면 식물이 웃자라고 꽃이 시들어 보이므로 주의해야 한다. 데이지는 키가 큰 식물이 아니므로 정식할 때 다소 밀식(15×15cm)해야 곁가지가 많이 나오면서 짜임새 있는 화단이 된다.

### 수확 및 출하
꽃이 한두개 피었을 때 출하하며 저온을 받으면 잎이 고사하기 쉬우므로 죽은 잎을 제거하고 상자에 담는다.

## 병충해
- 묘입고병

묘입고병에 걸리면 지제부가 썩는 증상이 나타난다. 발아 직후부터 입고병에 걸리기 쉬우므로 고온·과습하지 않도록 한다. 파종용 토양은 반드시 소독후 사용하며 이병된 포기는 제거한다.
- 균핵병

지면과 접한 줄기 또는 잎에 발생한다. 처음에는 갈색 수침상의 병반이 생기고 병이 진전되면서 줄기가 썩는다. 따라서 병에 걸리면 포기 전체에 생기가 없고 점차 말라 죽는다. 균핵이 토양중에 남아 이듬해 전염원이 되므로 화단 등에 발생하면 집단적으로 피해를 입는 경우가 많다. 정식전에는 토양소독을 행하며 생육중 발병 초기에는 병에걸린 포기를 제거한 후 약제를 살포한다.
- 갈색무늬병

잎에 발생하며 처음에는 암갈색 원형의 병반이 생기지만 점점 커져서 타원형이나 부정형으로 된다. 병세가 진전됨에 따라 회갈색으로 되고 오래되면 표면에 흑색의 반점이 생긴다. 병원균은 피해잎 조직에 있다가 이듬해 전염우너이 된다. 포자는 비나 바람에 의해 운반된다. 개화기를 지나 화단의 피해주를 소각하고 생육중에 발생하면 초기에 약제살포 한다.
- 진딧물

진딧물은 스미치온 유제 또는 메소밀 액제 1,000배액으로 방제하며, 저온장해를 받으면 외엽이 시들고 고사하므로 겨울철 야간온도가 내려가지 않도록 주의한다.

## 쓰임새

### 식용
과거에는 부드러운 잎 부분은 그냥 먹기도 하고, 쥐오줌풀과 함께 먹기도 하였다. 요즘은 주로 다른 식물과 함께 요리하여 먹으며, 주로 식용하는 부위는 개화 전의 꽃, 봉오리와 꽃잎이다. 꽃잎과 씨는 샐러드나 수프에 넣어 먹어도 되고, 샌드위치나 쌈, 음료수 등에 띄워 먹어도 좋다. 채소로 만든 어떤 요리와도 잘 어울린다.특히 약한 쓴 꿀 향이 나서 상추와 잘 어울린다. 꽃잎을 먹어보면 단맛이 있고 아삭아삭한 씹는 맛이 있다. 식초에 넣어 보관된 씨는 케이퍼 대용으로 쓰이기도 하였다. 

데이지 차색은 연한 갈색이고, 맛은 순하며 열에 안정적이어서 붉은 빛의 꽃색이 그대로 유지된다. 차를 끓일 때는 우선 봉오리에서 바로 핀 꽃을 그늘에서 말리고, 이 꽃잎을 찻잔에 담고 뜨거운 물을 부어 마시면 된다. 이 때 말린 꽃잎은 밀폐통에 보관하면서 이용하도록 하며 차로 마신 후에는 재탕하여 마실 수 있다.

### 기타
데이지는 식물성의약품(phytomedicine)이라고 불릴 정도로 생체에 효능이 우수하며 전통적으로 약용식물로서 이용되고 있다. 잎으로 만든 연고는 외상이나 타박상에 사용하고 뿌리를 달인 즙은 습진을 치료한다. 이 외에도 간장 질환, 기관지 질환, 변비에 이용되고 있다. 또한 해독과 수렴, 미백효과에도 뛰어나며, 특히 잉글리쉬 데이지는 화장품의 아스트린젠의 원료로 사용된다. 그리고 항진균성을 가지고 있어 잎에서 우려낸 즙으로 곤충을 쫓는데 분무하여 사용한다.

## 꽃말

### 바보
- 사랑스러움
- 숨겨진 사랑
- 겸손한 아름다움

### 유래 및 어원
과실 나무의 신 베르다무나스가 숲의 요정 베르테스를 보고 첫눈에 반하여 끈질기게 따라다니게 되자, 이미 약혼자가 있던 베르테스는 갈등하다가 두 사람의 사랑을 가슴에 안고 꽃으로 변해 호숫가에 피어나는데 그 꽃이 데이지다.
데이지(daisy)의 어원은 고대 영어의 daegers eage다. 오늘날에는 데이지(daisy)로 되어 '태양의 눈(Sun's Eye)'이라는 뜻이 담겨 있다. 이는 태양 광선이 비추면 꽃이 되고 흐린날이나 밤에는 피지 않기 때문에 붙은 이름이다. 예전에는 꽃의 수명이 길다고 해서 장수국 또는 연명국이라고도 했다.